# Nach Mitternacht (Film)
Nach Mitternacht ist ein deutscher Spielfilm aus dem Jahre 1981 von Wolf Gremm mit der 16-jährigen Désirée Nosbusch in der Hauptrolle, die hier ihren Einstand als Filmschauspielerin gab. Der Geschichte liegt der gleichnamige Roman (1937) von Irmgard Keun zugrunde.

## Handlung
Deutschland 1935, im Jahr drei des Nationalsozialismus. Die 18-jährige Susanne Moder, von allen stets Sanne genannt, wird nach dem Tod ihrer Mutter von ihrem Stiefbruder Algin, einem Schriftsteller, von einer kleinen Stadt an der Mosel nach Frankfurt am Main geholt. Dort soll sie im Schreibwarenladen ihrer Tante Adelheid, bei der sie auch Unterkunft findet, arbeiten. Die dominante Tante ist eine glühende Anhängerin von Hitler und dessen brauner Ideologie. Für Sanne ist Politik eigentlich kein Thema – sie sagt: „Von Politik verstehe ich nichts!“. Vielmehr gilt ihr Interesse ihrem Cousin Franz, dem Sohn des Hauses. Als dessen Mutter erfährt, dass die beiden heiraten wollen, sabotiert sie diese Pläne, indem sie Sanne wegen angeblich unbotmäßigen Äußerungen Hermann Göring betreffend bei der Gestapo denunziert und anzeigt. Nun lernt Sanne dieses neue Deutschland von einer Seite kennen, die ihr bislang unbekannt war: Sie wird, wie diverse andere von der Gestapo Verhafteten, harten Verhören ausgesetzt. Sanne hat Glück, sie kommt aus der Angelegenheit mit einem blauen Auge davon. Wieder auf freiem Fuß, verlässt Sanne augenblicklich das Haus der Nazi-Tante und zieht in die Villa Algins. Dieser arbeitet recht erfolgreich als Schriftsteller und versucht sich durch literarische Harmlosigkeiten mit den Machthabern zu arrangieren, doch seitdem die Partei immer stärker die Linie festlegt und bestimmt, was unter „deutsche Literatur“ fällt, droht auch ihm der Boden unter den Füßen wegzugleiten.
Der Fanatismus, der sich immer mehr breit macht, trifft Sanne ziemlich unvorbereitet. Eines Tages besucht Hitler die Stadt, und Sanne gerät in die ideologisch aufgepeitschten Massen. Alles ist in Bewegung, und Sanne muss ansehen, wie ein von den Eltern geschubstes, sechsjähriges Mädchen im Jubel für Führer, Volk und Vaterland ums Leben kommt. Zur selben Zeit wird die Liebe von Gerti, Sannes bester Freundin, zu dem „Halbjuden“ Dieter Aaron durch die Zeitumstände zerstört. Sanne beginnt diese Umstände zu reflektieren und entwickelt eine regelrechte Abscheu vor dem System. Dieser Widerwille erreicht seinen Höhepunkt nach einem ausschweifenden Fest in Algins Domizil. Dort sind, einem Mikrokosmos gleich, noch einmal alle Parias versammelt, die Deutschland einst repräsentiert hatten und von denen Hitlers Reich und der sich abzeichnende Zweite Weltkrieg nichts mehr übrig lassen werden. Der jüdische Arzt Dr. Breslauer hat bereits Fluchtvorbereitungen getroffen, Algins bester Freund, ein Journalist, der sich Emigration nicht vorstellen kann, erschießt sich vor den Augen der Gäste. Auch nach Franz, der gleichfalls auf dem Fest erscheint, wird mittlerweile gefahndet – er hat denjenigen Mann umgebracht, der ihn und seinen Freund Paul bei der Polizei denunzierte. Während Franz fliehen kann, gerät Paul in die Hände der Gestapo-Schergen, dem Tod ausgeliefert. Sanne beschließt nun, Franz auf seiner Flucht zu begleiten. Beide besteigen den Nachtzug nach Rotterdam – es ist ein Aufbruch in eine völlig ungewisse Zukunft.

## Produktionsnotizen
Nach Mitternacht entstand im Februar bis April 1981 in Artur Brauners CCC-Studios von Berlin-Spandau in Zusammenarbeit mit dem ZDF. Die Uraufführung erfolgte am 24. September 1981. Ab dem 15. Juli 1983 konnte man den Film auch in den Kinos der DDR sehen.
Michael Boehme hatte die Herstellungsleitung, Horst Burkhard die Produktionsleitung. Jan Schlubach entwarf die Filmbauten, Ursula Welter die Kostüme.
Mit dem Roman Nach Mitternacht verarbeitete Irmgard Keun (1905–1982), die hier einen Gastauftritt absolvierte, eigene Erlebnisse in den ersten Jahren des Dritten Reichs. Keun selber, die im darauffolgenden Jahr verstarb, zeigte sich bei den Dreharbeiten von Désirée Nosbusch recht angetan.

## Kritiken
„Wenn ein Film mit Totalen, aus einem fahrenden Zug aufgenommen, beginnt, wenn dann der Zug seinerseits in der Totale gezeigt wird und wenn er (gleich mehrmals) bedrohlich auf den Zuschauer zufährt, hat das – meistens – eine Bedeutung. In Wolf Gremms neuester Literaturverfilmung ‚Nach Mitternacht‘ ist das nicht so. Diese ausgedehnte Sequenz kann nur aus dem Kunstwillen gedreht worden sein, daß der Schluß auf den Anfang verweisen müsse: Am Ende des Films (und des Romans) steht nämlich auch eine Zugfahrt […] Dieser Roman, aus der Ich-Perspektive der jungen Susanne Moder erzählt, handelt davon, wie Menschen auf die immer beklemmender werdende Atmosphäre im Deutschland der dreißiger Jahre reagieren – wie sie resignieren. Davon handelt auch Wolf Gremms Film. Aber während der Roman in seiner lakonischen und meist ungekünstelten Sprache diese Beklemmung auch nachvollziehbar macht, bleiben Reaktionen und Handlungen der Filmfiguren oft undurchsichtig. Und während die Roman-Susanne ein zwar selbständiges, aber manchmal auch ganz hilfloses und an sich zweifelndes junges Mädchen ist, wirkt die Film-Susanne (Désirée Nosbusch) betont frech, eher oberflächlich und in vielen Szenen unglaubwürdig.“

„Anhand von Sannes Geschichte zeigt der Film in Form des Melodrams ein Einzelschicksal in der Zeit des Nationalsozialismus – die Konfrontation zwischen jugendlicher Unschuld und einem unbändigen Drang nach Leben mit einem starren, unmenschlichen System.“

„Eine junge Frau gerät in die Mühlen des NS-Staates und lernt so langsam das Unrecht des Systems erkennen, ehe sie zuletzt mit dem Geliebten ins Ausland flieht. Ein zwischen Politgroteske und Melodram angesiedelter, weitgehend unpersönlicher und oberflächlicher Film, dem die Zeichnung der Charaktere und die Erhellung der politischen Situation nur bedingt gelingen.“